# Campeonato Sergipano de Futebol de 1992
O Campeonato Sergipano de Futebol de 1992 foi a 69º edição da divisão principal do campeonato estadual de Sergipe. O campeão foi o Sergipe que conquistou seu 25º título na história da competição. O artilheiro do campeonato foi Rocha, jogador do Sergipe, com 20 gols marcados.

## Premiação
| Campeonato Sergipano de 1992 |
| Aracaju                      |
| ---------------------------- |
| Sergipe Campeão (25º título) |